# スウェーデン民主党
スウェーデン民主党（スウェーデンみんしゅとう、Sverigedemokraterna）は、（スウェーデン語：Sverigedemokraterna、SD）は、スウェーデンの政党。党自身は国家主義を根底に持つ社会保守主義者であるとしているが、外部からは右派ポピュリズム、国家保守、反移民政党と見なされている。党首は2005年よりジミー・オーケソンが務めている。

## 概説

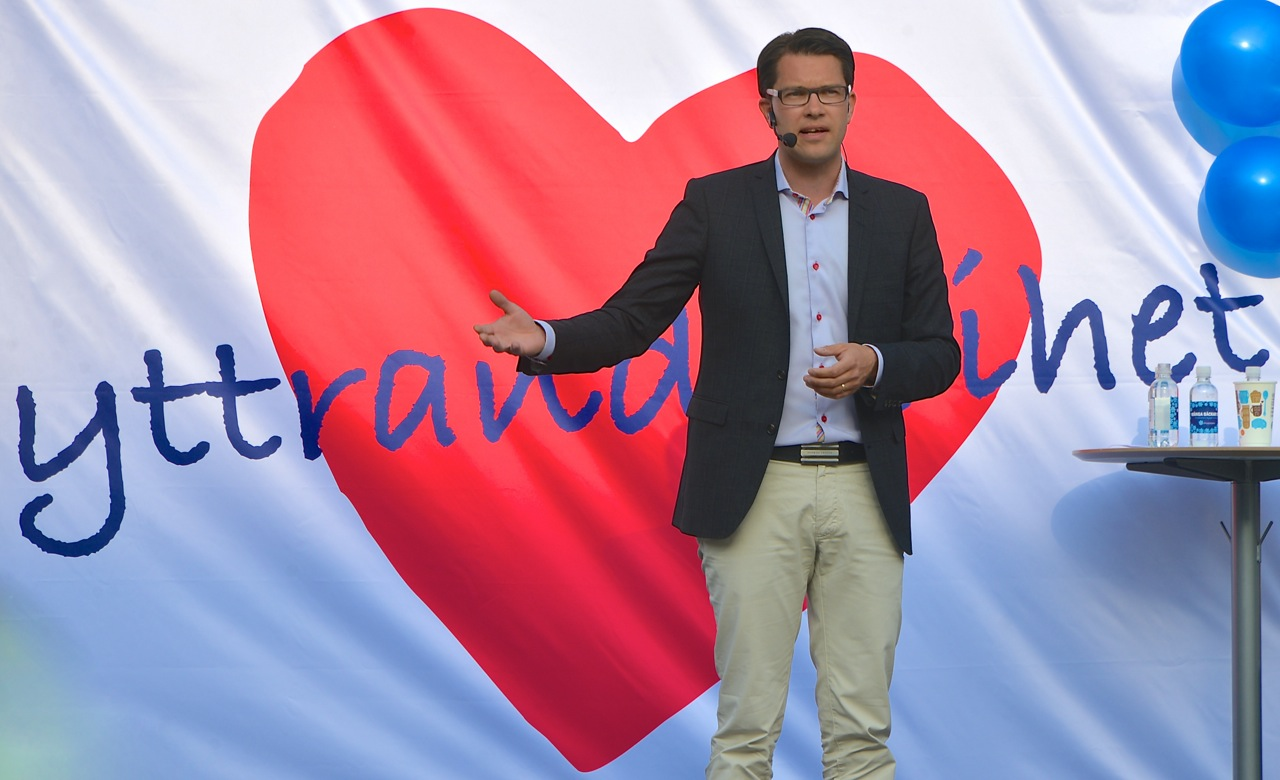
2014年欧州議会選挙でのオーケソン党首

起源は1990年代初頭のスウェーデン国内における白人至上主義運動であった。2006年から英国の極右政党イギリス国民戦線で使われたトーチ（たいまつ）の1バージョンだったロゴをスウェーデン国旗と同じ青と黄色のヒナギクに変えた。以降の路線変更後は、スウェーデン民主党は正式にファシズムとナチズムの両方を拒否し、敵としているのは、「スウェーデン社会に同化しないイスラム系移民・難民、彼らによる犯罪の多発問題」と多文化主義である。スウェーデンの犯罪防止国民会議の統計でも示されているように、イスラム系移民が多くなかった時代は犯罪もテロも少なく、格差が小さかったことが支持拡大の背景となっている。イスラム教国からの移民や難民に広まっていた「宗教過激主義」や「名誉を理由とした女性の抑圧」を否定するイスラム教国からを含む世俗的かつスウェーデン語を話す外国ルーツの非白人の有権者からも支持を大幅に高めている。
2005年以降、機関紙はタブロイド形式で印刷され、約28.000部発行している。2009年時点で約3,600人の党員を抱え、13の地区委員会が存在する。青少年の党員は、スウェーデン民主青年を組織している。現在の青少年組織は、結党された1998年に結成された。

## 近年の動向
2005年に、デンマーク紙ユランズ・ポステンがモハメッドを表している12の戯画を掲載して（ムハンマド風刺漫画掲載問題参照）論争を巻き起こした際、党は「デンマークの新聞社が表現についてイスラムの規則と禁止令を順守することを強制されなければならない理由が分からない」として、同紙に対して全面的な支持を表明した。デンマーク製品のボイコットが中東で始まったとき、党はウェブサイトを通じ、目隠しをして鏡をのぞき込み「デンマークのムハンマドは自己検閲している」と書き添えたマンガを掲載した。ユランズ・ポスケンに載った風刺はスウェーデン政府の注意をひき、政府は、ISP「Levonline」に通報した。その後、党のウェブページはLevonlineによって閉鎖に追い込まれた。しかし、この出来事によって、スウェーデンで政府検閲についての議論に火をつける結果を招いてしまった。
オーケソン党首は、年金の受給に訪れたスウェーデン人をイスラム系移民の女性が押しのける映像を政見放送で流し、高齢者、若者層に支持を広げた。また、「税金を納めない移民のただ乗りを認めれば社会福祉制度は崩壊する」と訴えている。
2010年総選挙で初めて国政に進出。以降、2014年総選挙では49議席で12.9％の得票率、2018年総選挙では63議席で18％の得票率、2022年総選挙では73議席を獲得し穏健党を抜いて第2党となり、右派陣営としても176議席と過半数の躍進を見せ、中道左派の与党連合が173議席にとどまったため、同年9月14日にマグダレナ・アンデション首相が敗北を認め退陣を表明、政権を獲得する見込みとなった。連立交渉の結果、中道右派・穏健党のウルフ・クリスターソン党首を首班とする3党による少数連立政権が発足し、民主党は閣外協力で連立政権に参加することとなった。

## 政策
- 移民受け入れに反対
- 移民・難民の祖国への帰還支援
- 多文化主義に反対
- サーミ人の権利拡大に反対
- 高齢者への減税
- トルコのEU加盟に反対
- EU離脱
- 反イスラーム主義[15]
- スウェーデンの伝統文化・価値観の維持

## 選挙結果
初立候補
- 1988年の総選挙では、1,118票を得たが、地方レベルで、すべての自治体で議席を獲得することができなかった。
- 地方議員当選
- 1991年の総選挙では、2人の地方議員が誕生。
- 1994年の総選挙では、13,954票を得て、5人の地方議員が誕生。
- 1998年の総選挙では、19,624票（全投票数の0.37％）を得て、8人の地方議員が誕生。
- 1999年の欧州議会選挙では、8,568票（全投票数の0.33%）を得た。
- 2001年のスウェーデン国教会選挙（スウェーデン語版）では、全投票数の0.8％を得て、2人が国教会の委任を受ける。
- 2002年の総選挙では約76,000票（全投票数の1.44％）を得た。スウェーデン議会に議席を持たない最大の地方政党となる。
- 2004年の欧州議会選挙では、27,707票（全投票数の1.13％）を得た。
- 2005年のスウェーデン国教会選挙では、全投票数の1.7％を得た。
- 2006年の総選挙では大きく得票を伸ばした。投票率2.9％を得て、政府による4年間の財政的援助を確実にした。あと1.1％獲得すると、スウェーデン議会に議席を獲得することができる。特に南スウェーデンで支持を広げており、ランズクローナでは、選挙人投票の22.3％を得て、市議会で第三党となった。また、145の自治体で、合計286議席を獲得した。
- 国政進出
- 2010年の総選挙で、初の国政で議席獲得[9]。20議席を獲得した。
- 2014年の欧州議会選挙では、9.8％の得票率で2議席を獲得。欧州議会に初進出を果たした。
- 2014年の総選挙で49議席を獲得、第三党に。得票率は12.9％であった[9]。
- 2018年の総選挙で63議席を獲得、与党・社会民主労働党が率いる中道左派勢力と野党・穏健党が中心の中道右派連合の得票率が拮抗した一方、スウェーデン民主党（SD）が躍進して議席は増えた。得票率は18％で、第三党を維持した[9]。